# تپه سراب کنگاور کهنه
تپه سراب کنگاور کهنه در شهرستان نهاوند، روستای سراب کنگاور کهنه واقع شده و این اثر در تاریخ ۲۴ اسفند ۱۳۸۳ با شمارهٔ ثبت ۱۱۳۸۳ به‌عنوان یکی از آثار ملی ایران به ثبت رسیده است. درختان این سراب از نوع چنار و بید است و یک درخت تنومند و کهنسال چنار که عمر آن به بیش از چهار صد سال می‌رسد در ابتدای سراب خودنمایی می‌کند. از دیگر سرابهای این شهرستان می‌توان به سرابهای بنفشه، گنبد کبود، تازناب طاف و ورازانه باروداب (قلعه باروداب) اشاره کرد.